# Billabong
Billabong (australisk engelska) är ett australiskt surfmärke. Ordet billabong förekommer i folkvisan Waltzing Matilda och betyder korvsjö.
Billabong är ett globalt märke och är välkänt för sina surfshorts. Förutom det har de även ett stort utbud av streetwear, väskor och snowboardkläder. Billabong är även känt för kepsar, mössor, jackor och tröjor. Deras logo ser ut som två vågor.